# Kirchweihrede
Eine Kirchweihrede, je nach Region und Dialekt Kerwerede, Kerwered(d), Straußrede, auch Kirchweih-, Strauß-, Kerwepredigt oder Straußausrufen genannt, ist ein öffentlicher Vortrag, der im Rahmen eines Kirchweihfestes gehalten wird, oft bei der offiziellen Festeröffnung. Er thematisiert zumeist das Ortsgeschehen.

## Form, Inhalt und Ablauf
Der Kirchweihrede geht oft ein Festzug voraus; sie wird dann abgehalten, bevor oder nachdem der Kerwestrauß aufgesteckt oder der Kirchweihbaum aufgestellt worden ist. Die Rede ist in der Regel gut vorbereitet, sie wird zumeist in Reimform und im örtlichen Dialekt vorgetragen. Der Vortragende wird Kerweredner, Kerwepfarrer, Kerwekönig, Kerwevorstand, Burschenvater oder Vorreiter genannt; oftmals stammt er aus den Reihen der örtlichen Burschenschaft. Waren in der Vergangenheit die Vortragenden stets Männer, so findet man heutzutage auch Frauen als Redner. Damit der Redner gut sichtbar ist, trägt er seine Rede von einem erhöhten Standort vor, oftmals wird dafür eine Leiter erklommen. In manchen Orten gilt es als Ehrensache, dass die Rede auswendig vorgetragen werden muss, meist ist aber ein Souffleur anwesend, der gegebenenfalls weiterhilft.
Die Rede dreht sich meist um das Geschehen im Ort, das humorvoll aufbereitet wird, und die „Dorfneuigkeiten“. Nicht selten gab es deswegen Streitereien, bis hin zu Verleumdungsprozessen. 1992 wurde beispielsweise der Kerweredner in Bockenheim an der Weinstraße verklagt: er sollte drei Passagen seiner Rede per Inserat im Amtsblatt widerrufen, in denen er unter anderem behauptet hatte, die Kläger hätten zu ihren Nachbarn einen drei Meter hohen Zaun errichtet; in Wahrheit sei dieser jedoch nur 1,80 m hoch gewesen. Das Landgericht Frankenthal gab den Klägern aber zu verstehen, dass ihre Klage auf Widerruf keine Aussicht auf Erfolg habe:  „Lügen darf man, soweit es nicht ehrenrührig ist.“, so der Vorsitzende Richter. Um solche Folgen zu vermeiden, kontrollierten mancherorts Honoratioren wie Bürgermeister oder Pfarrer die Rede bereits im Vorfeld und nahmen bei Bedarf eine „Entschärfung“ vor.
In manchen Orten wird die Rede zum Kirchweihfest auch gedruckt und nach dem Vortrag verteilt oder verkauft; in Thaleischweiler etwa ist bereits 1924 eine „Kerwezeitung“ überliefert, damit auch diejenigen, die der Rede nicht beiwohnen können, den Dorfklatsch nicht verpassen müssen.

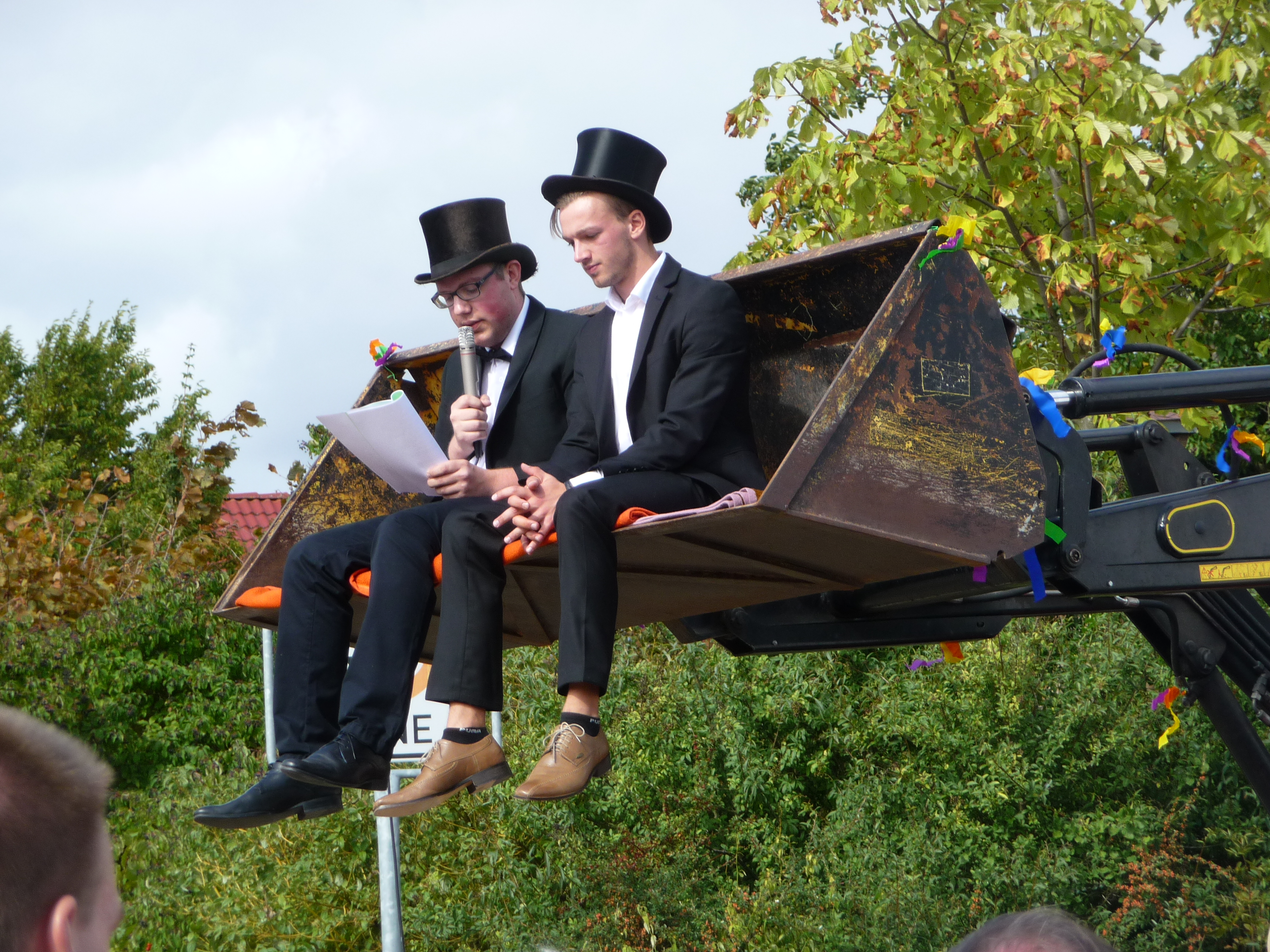
Zwei „Kerweborsch“ beim Verlesen der Kerwerede im pfälzischen Rüssingen
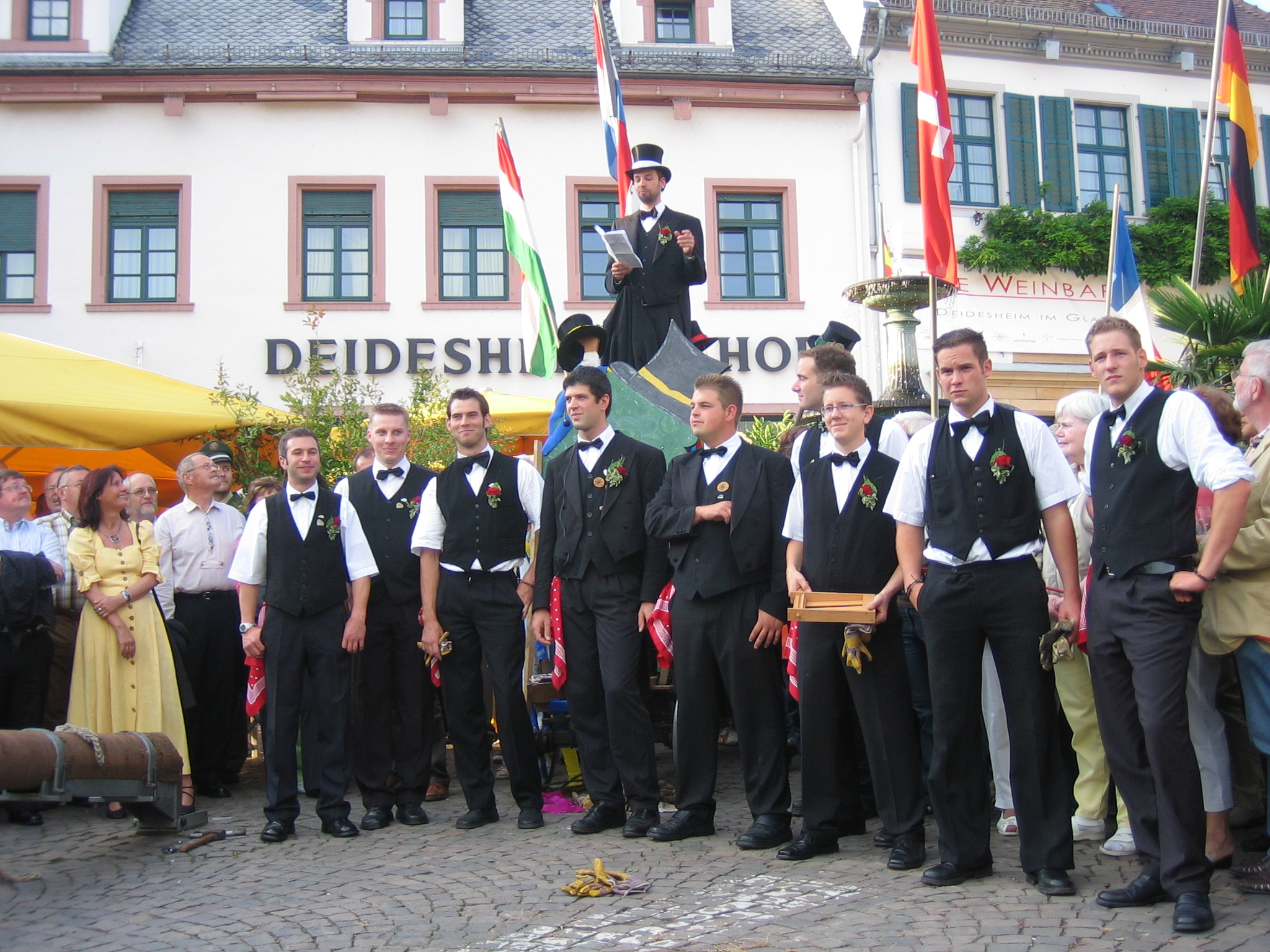
Kerweredd bei der Deidesheimer Weinkerwe
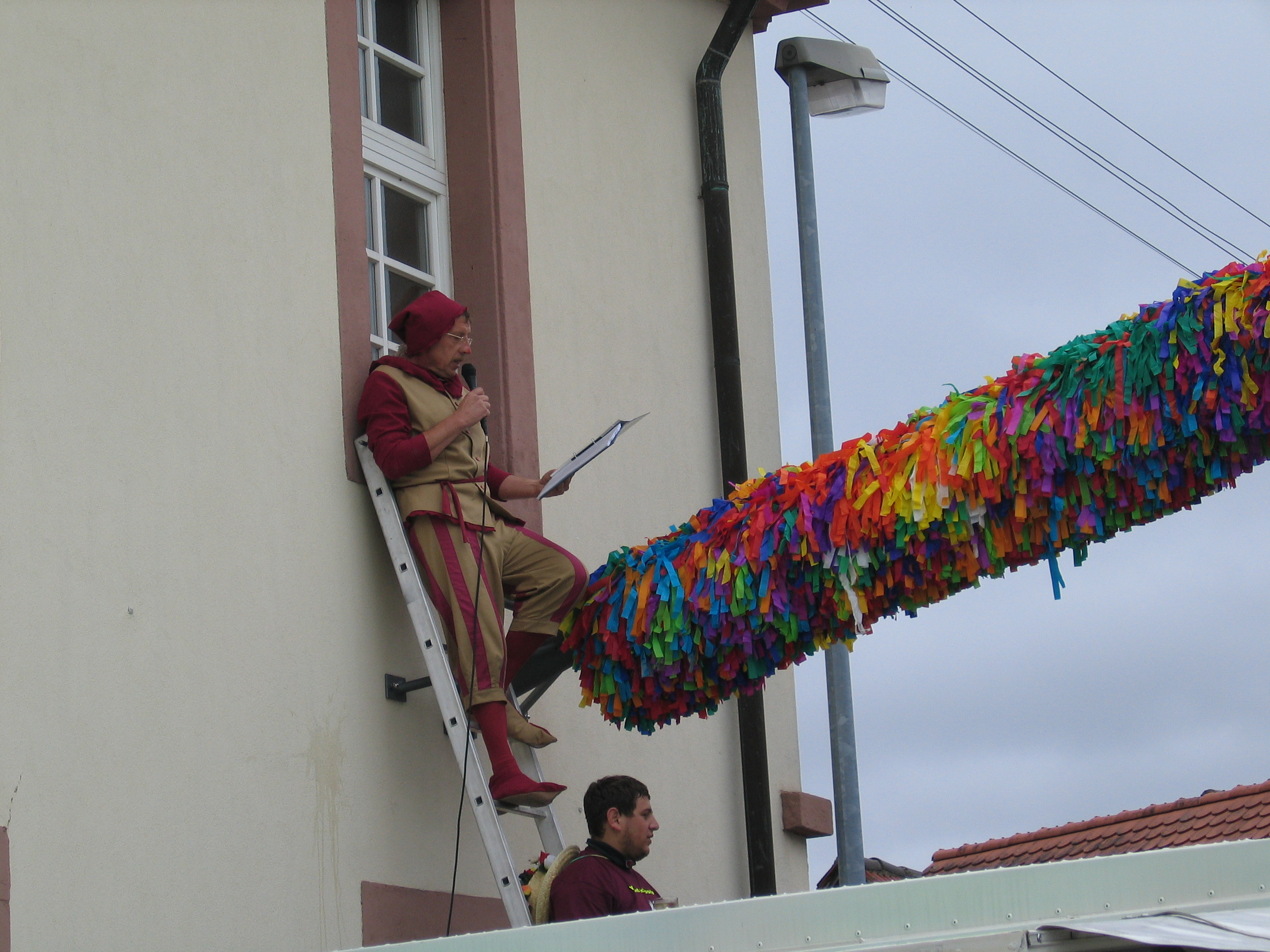
Kerweredner in Alsenborn, daneben der Kerwestrauß
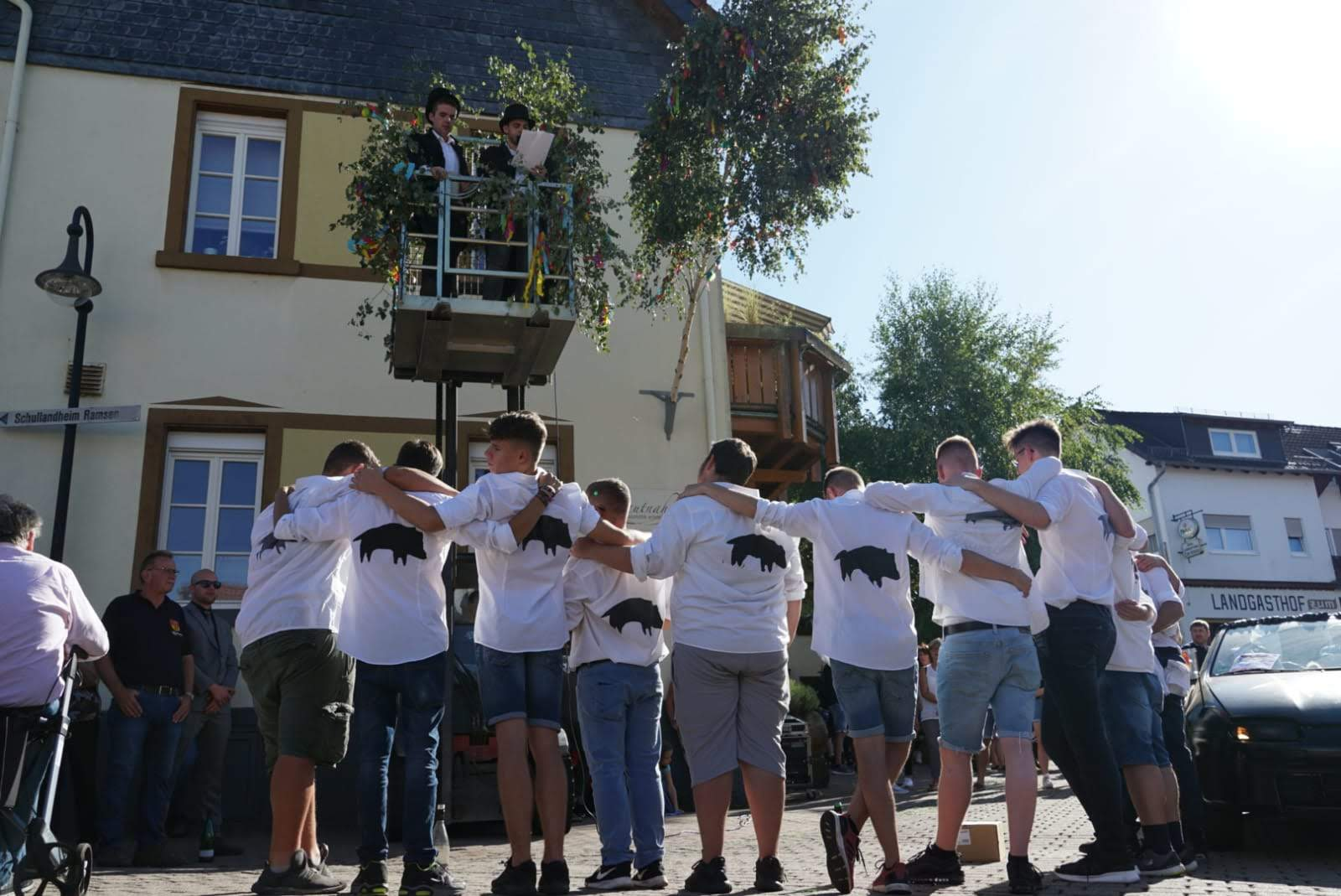
Kerwerede in Ramsen